# Wenzel Profant
Wenzel Profant, né le 21 juillet 1913 à Dudelange et décédé le 20 janvier 1989 à Luxembourg-ville, est un sculpteur et peintre luxembourgeois.
Parmi ses œuvres les plus connues figurent :
- Métamorphose, sculpture, 1980. Parc du domaine thermal à Mondorf-les-Bains ;
- Épanouissement, sculpture, 1987. Devant le Lycée Robert-Schuman, boulevard Emmanuel-Servais à Luxembourg-ville.